# Кунавичюс, Генрикас Броняус
Генрикас Броняус Кунавичюс (лит. Henrikas Kunavičius; 21 февраля 1925, Каунас — 25 мая 2012, Вильнюс) — литовский и советский артист балета, педагог, Народный артист Литовской ССР (1959).

## Биография
Брат актёра Эдуардаса Кунавичюса.
В 1940—1944 годах посещал балетную студию Каунасского государственного театра. Ученик Б. Келбаускаса.
С 1944 до 1968 года работал в Театре оперы и балета Литовской ССР в Вильнюсе. В 1946 году стажировался в Театре оперы и балета им. С. Кирова в Ленинграде.
Член КПСС с 1956 года. В 1968—1990 годах руководил музыкальной редакции Комитета по телевидению и радио Литовской ССР. В 1952—1961 годах преподавал в Художественном училище им. Чюрлёниса (ныне Национальная школа искусств имени Микалоюса Константинаса Чюрлёниса), заведовал хореографическим отделением.
Гастролировал в Польше, Румынии, Болгарии, с Литовским театром оперы и балета — в Москве и Ленинграде.
Снялся в фильме «13-й апостол» (1988).
Танец Г. Кутавичюса характеризовался лёгкостью прыжка, высокой техникой. Выступал в важнейших партиях в классических и литовских балетах. Первый исполнитель центральных мужских партий в национальных балетах. Создал образы мужественных людей, борющихся за счастье народа: Антанас («Невеста» Пакальниса), Ионис («На берегу моря» Юзелюнаса), Угнюс («Аудроне» Индры), балетах Ю. Груодиса, В. Кловы, В. Лаурушаса.
Другие партии: Зигфрид, Дезире («Лебединое озеро», «Спящая красавица» Чайковского), Альберт («Жизель»), Спартак («Спартак» А. Хачатуряна) и др.

## Награды
- Офицер ордена «За заслуги перед Литвой»
- Орден Трудового Красного Знамени (1954)[1]
- Орден «Знак Почёта» (1950)
- Народный артист Литовской ССР (1959)